# Grundlehren der mathematischen Wissenschaften
Grundlehren der mathematischen Wissenschaften (originalmente Grundlehren der mathematischen Wissenschaften in Einzeldarstellungen mit besonderer Berücksichtigung der Anwendungsgebiete) é uma série de livros tradicionais de monografias matemáticas e livros-texto publicada pela Springer Verlag desde 1921.

## Lista das publicações da série
- 1 Wilhelm Blaschke: Vorlesungen über Differentialgeometrie und Geometrische Grundlagen von Einsteins Relativitätstheorie I: Elementare Differentialgeometrie, 1921 (mit Anhang von Kurt Reidemeister)
- 2 Konrad Knopp: Theorie und Anwendungen der Unendlichen Reihen, 1922
- 3 Adolf Hurwitz, Richard Courant: Vorlesungen über Allgemeine Funktionentheorie und Elliptische Funktionen, 1922 (Vorlesung von Hurwitz, Zusatz Geometrische Funktionentheorie von Courant)
- 4 Erwin Madelung: Die Mathematischen Hilfsmittel des Physikers, 1922
- 5 Andreas Speiser: Die Theorie der Gruppen von endlicher Ordnung : mit Anwendungen auf algebraische Zahlen und Gleichungen, sowie auf die Kristallographie, 1923
- 6 Ludwig Bieberbach: Theorie der Differentialgleichungen : Vorlesungen aus dem Gesamtgebiet der gewöhnlichen und der partiellen Differentialgleichungen, 1923
- 7 Wilhelm Blaschke: Vorlesungen Über Differentialgeometrie und Geometrische Grundlagen von Einsteins Relativitätstheorie II: Affine Differentialgeometrie, 1923
- 8 Béla Kerékjártó: Vorlesungen über Topologie 1, 1923
- 9 Abraham Fraenkel: Einführung in die Mengenlehre, 1923
- 10 Jan Schouten: Der Ricci-Kalkül, 1924
- 11 Carl Runge, Hermann König: Vorlesungen über Numerisches Rechnen, 1924
- 12 Richard Courant, David Hilbert: Methoden der Mathematischen Physik I, 1924
- 13 Niels Erik Nørlund: Vorlesungen über Differenzenrechnung, 1924
- 14 Felix Klein: Elementarmathematik vom höheren Standpunk aus I: Arithmetik, Algebra, Analysis, 1924 (Herausgeber Ernst Hellinger und Fr. Seyfarth; die erste Auflage erschien bei Teubner 1911)
- 15 Felix Klein: Elementarmathematik vom höheren Standpunk aus II: Geometrie, 1925 (Herausgeber Hellinger, Zusätze Seyfarth)
- 16 Felix Klein: Elementarmathematik vom höheren Standpunk aus III: Präzisions- und Approximationsmathematik 1925 (Herausgeber C. H. Müller, Zusätze Seyfarth)
- 17 Edmund Taylor Whittaker: Analytische Dynamik der Punkte und Starren Körper 1924
- 18 Arthur Eddington: Relativitätstheorie in Mathematischer Behandlung, 1925
- 19 George Pólya, Gábor Szegő: Aufgaben und Lehrsätze aus der Analysis II
- 20 George Pólya, Gábor Szegő: Aufgaben und Lehrsätze aus der Analysis I, 1925
- 21 Arthur Schoenflies: Einführung in die Analytische Geometrie der Ebene und des Raumes, 1925
- 22 Felix Klein: Vorlesungen über höhere Geometrie (Herausgeber Wilhelm Blaschke)
- 23 Moritz Pasch: Vorlesungen über neuere Geometrie, 1926
- 24 Felix Klein: Vorlesungen über die Entwicklung der Mathematik im 19. Jahrhundert, I, 1926 (bearbeitet von Otto Neugebauer, Richard Courant)
- 25 Felix Klein: Vorlesungen über die Entwicklung der Mathematik im 19. Jahrhundert, II (Die Grundbegriffe der Invariantentheorie und ihr Eindringen in die mathematische Physik), 1927
- 26 Felix Klein: Vorlesungen über nicht-euklidische Geometrie, 1928 (Herausgeber Walther Rosemann)
- 27 David Hilbert, Wilhelm Ackermann: Grundzüge der Theoretischen Logik, 1928
- 28 Tullio Levi-Civita: Der absolute Differentialkalkül und seine Anwendungen in Geometrie und Physik, 1928
- 29 Wilhelm Blaschke: Vorlesungen über Differentialgeometrie und Geometrische Grundlagen von Einsteins Relativitätstheorie I: Differentialgeometrie der Kreise und Kugeln, 1929
- 30 Leon Lichtenstein: Grundlagen der Hydromechanik, 1929
- 31 Oliver Kellogg: Foundations of Potential Theory, 1929
- 32 Kurt Reidemeister: Vorlesungen über Grundlagen der Geometrie, 1930
- 33 Bartel Leendert van der Waerden: Moderne Algebra. Unter Benutzung von Vorlesungen von Emil Artin und Emmy Noether, Band 1, 1930
- 34 Bartel Leendert van der Waerden: Moderne Algebra, Band 2, 1931
- 35 Max Herzberger: Strahlenoptik, 1931
- 36 Bartel Leendert van der Waerden: Die gruppentheoretische Methode in der Quantenmechanik, 1932
- 37 David Hilbert, Stephan Cohn-Vossen: Anschauliche Geometrie, 1932
- 38 John von Neumann: Mathematische Grundlagen der Quantenmechanik, 1932
- 39 Felix Klein: Vorlesungen über die hypergeometrische Funktion, 1933
- 40 David Hilbert, Paul Bernays: Grundlagen der Mathematik, Band 1, 1934
- 41 Ernst Steinitz: Vorlesungen über die Theorie der Polyeder unter Einschluss der Elemente der Topologie (Hrsg. Hans Rademacher), 1934
- 42 Christian Juel: Vorlesungen über projektive Geometrie mit besonderer Berücksichtigung der v. Staudtschen Imaginärtheorie, 1934
- 43 Otto Neugebauer: Vorlesungen über Geschichte der antiken mathematischen Wissenschaften, 1934
- 44 Jakob Nielsen: Vorlesungen über elementare Mechanik, 1935
- 45 Pavel Alexandrov, Heinz Hopf: Topologie I, 1935
- 46 Rolf Nevanlinna: Eindeutige analytische Funktionen, 1936
- 47 Gustav Doetsch: Theorie und Anwendungen der Laplace-Transformation, 1937
- 48 Richard Courant, David Hilbert: Methoden der mathematischen Physik, Band 2, 1937
- 49 Wilhelm Blaschke, Gerrit Bol: Geometrie der Gewebe : topologische Fragen der Differentialgeometrie, 1938
- 50 David Hilbert, Paul Bernays: Grundlagen der Mathematik, Band 2, 1939
- 51 Bartel Leendert van der Waerden: Einführung in die algebraische Geometrie, 1939
- 52 Wilhelm Magnus, Fritz Oberhettinger: Formeln und Sätze für die speziellen Funktionen der mathematischen Physik, 1943
- 53 Siegfried Flügge: Rechenmethoden der Quantentheorie I, 1947
- 54 Gustav Doetsch: Tabellen zur Laplace-Transformation und Anleitung zum Gebrauch, 1947
- 55 Wilhelm Magnus, Fritz Oberhettinger: Anwendung der elliptischen Funktionen in Physik und Technik, 1949
- 56 Otto Toeplitz: Die Entwicklung der Infinitesimalrechnung : eine Einleitung in die Infinitesimalrechnung nach der genetischen Methode, 1949
- 57 Georg Hamel: Theoretische Mechanik, 1949
- 58 Wilhelm Blaschke, Hans Reichardt: Einführung in die Differentialgeometrie, 1950
- 59 Helmut Hasse: Vorlesungen über Zahlentheorie, 1950
- 60 Lothar Collatz: Numerische Behandlung von Differentialgleichungen, 1951
- 61 Wilhelm Maak: Fastperiodische Funktionen, 1951, 2. Auflage 1967
- 62 Robert Sauer: Anfangswertprobleme bei partiellen Differentialgleichungen, 1952
- 63 Martin Eichler: Quadratische Formen und Orthogonale Gruppen, 1952
- 64 Rolf Nevanlinna: Uniformisierung, 1953
- 65 László Fejes Tóth: Lagerungen in der Ebene, auf der Kugel und im Raum, 1953
- 66 Ludwig Bieberbach: Theorie der gewöhnlichen Differentialgleichungen: auf funktionentheoretischer Grundlage dargestellt, 1953
- 67 Paul Francis Byrd, Morris D. Friedman: Handbook of Elliptic Integrals for Engineers and Scientists, 1954
- 68 Georg Aumann: Reelle Funktionen, 1954
- 69 Arnold Schmidt: Mathematische Gesetze der Logik I, Vorlesungen über Aussagenlogik
- 70 Günther Ludwig: Die Grundlagen der Quantenmechanik, 1954
- 71 Josef Meixner, Friedrich Wilhelm Schäfke: Mathieusche Funktionen und Sphäroidfunktionen mit Anwendungen auf physikalische und technische Probleme, 1954
- 72 Georg Nöbeling: Grundlagen der analytischen Topologie, 1954
- 73 Hans Hermes: Einführung in die Verbandstheorie, 1955
- 74 Hermann Boerner: Darstellungen von Gruppen: mit Berücksichtigung der Bedürfnisse der modernen Physik, 1955
- 75 Tibor Radó, Paul V. Reichelderfer: Continuous Transformations in Analysis, with an Introduction to Algebraic Topology, 1955
- 76 Francesco Tricomi: Vorlesungen über Orthogonalreihen, 1955
- 77 Heinrich Behnke, Friedrich Sommer: Theorie der Funktionen einer komplexen Veränderlichen, 1955
- 78 Paul Lorenzen: Einführung in die Operative Logik und Mathematik, 1955
- 79 Walter Saxer: Versicherungsmathematik I, 1955
- 80 Günter Pickert: Projektive Ebenen, 1955
- 81 Theodor Schneider: Einführung in die transzendenten Zahlen, 1956
- 82 Wilhelm Specht: Gruppentheorie, 1956
- 83 Ludwig Bieberbach: Einführung in die Theorie der Differentialgleichungen im reellen Gebiet, 1956
- 84 Fabio Conforto: Abelsche Funktionen und Algebraische Geometrie, 1956 (Herausgeber Wolfgang Gröbner)
- 85 Carl Ludwig Siegel: Vorlesungen über Himmelsmechanik, 1956
- 86 Hans Richter: Wahrscheinlichkeitstheorie, 1956
- 87 Bartel Leendert van der Waerden: Mathematische Statistik, 1957
- 88 Claus Müller: Grundprobleme der mathematischen Theorie der elektromagnetischen Schwingungen 1957
- 89 Albert Pfluger: Theorie der Riemannschen Flächen, 1957
- 90 Fritz Oberhettinger: Tabellen zur Fourier-Transformation, 1957
- 91 Karl Prachar: Primzahlverteilung, 1957
- 92 Fritz Rehbock: Darstellende Geometrie, 1957
- 93 Hugo Hadwiger: Vorlesungen über Inhalt, Fläche und Isoperimetrie, 1957
- 94 Paul Funk: Variationsrechnung und ihre Anwendung in Physik und Technik, 1962
- 95 Fumitomo Maeda: Kontinuierliche Geometrien, 1958
- 96 Friedrich Bachmann: Aufbau der Geometrie auf dem Spiegelungsbegriff, 1959
- 97 Werner Greub: Lineare Algebra, 1958
- 98 Walter Saxer: Versicherungsmathematik, Teil 2, 1958
- 99 John Cassels: An Introduction to the Geometry of Numbers, 1959
- 100 Werner von Koppenfels, Friedemann Stallmann: Praxis der konformen Abbildung, 1959
- 101 Hanno Rund: The Differential Geometry of Finsler Spaces, 1959
- 102 Rolf Nevanlinna, Frithiof Nevanlinna: Absolute Analysis, 1959
- 103 Kurt Schütte: Beweistheorie, 1960
- 104 Kai Lai Chung: Markov chains with stationary transition probabilities, 1960
- 105 Willi Rinow: Die innere Geometrie der metrischen Räume, 1961
- 106 Heinrich Scholz, Gisbert Hasenjaeger: Grundzüge der mathematischen Logik, 1961
- 107 Gottfried Köthe: Topologische Lineare Räume I
- 108 Eugene Dynkin: Die Grundlagen der Theorie der Markoffschen Prozesse, 1961
- 109 Hans Hermes: Aufzählbarkeit, Entscheidbarkeit, Berechenbarkeit: Einführung in die Theorie der rekursiven Funktionen, 1961
- 110 Alexander Dinghas: Vorlesungen über Funktionentheorie, 1961
- 111 Jacques-Louis Lions: Équations différentielles opérationnelles et problèmes aux limites, 1961
- 112 Dietrich Morgenstern, István Szabó: Vorlesungen über theoretische Mechanik, 1961
- 113 Herbert Meschkowski: Hilbertsche Räume mit Kernfunktion, 1961
- 114 Saunders Mac Lane: Homology 1963
- 115 Edwin Hewitt, Kenneth Ross: Abstract Harmonic Analysis I: Structure of topological groups, integration theory, group representations, 1963
- 116 Lars Hörmander: Linear Partial Differential Operators, 1963
- 117 Timothy O’Meara: Introduction to Quadratic Forms, 1963
- 118 Friedrich Wilhelm Schäfke: Einführung in die Theorie der speziellen Funktionen der mathematischen Physik, 1963
- 119 Theodore E. Harris: The Theory of Branching Processes, 1963
- 120 Lothar Collatz: Funktionalanalysis und Numerische Mathematik, 1964
- 121/122 Eugene Dynkin: Markov Processes 1965
- 123 Kōsaku Yosida: Functional Analysis, 1965
- 124 Dietrich Morgenstern: Einführung in die Wahrscheinlichkeitstheorie und Mathematische Statistik, 1964
- 125 Itō Kiyoshi, Henry McKean: Diffusion Processes and Their Sample Paths, 1965
- 126 Olli Lehto, Kaarlo Virtanen: Quasikonforme Abbildungen, 1965 (2. Auflage Quasiconformal mappings in the plane 1973)
- 127 Hans Hermes: Enumerability, Decidability, Computability, 1965
- 128 Hel Braun, Max Koecher: Jordan-Algebren 1966
- 129 Otto Marcin Nikodým: The Mathematical Apparatus of Quantum Theories, based on the theory of Boolean lattices, 1966
- 130 Charles Morrey: Multiple Integrals in the Calculus of Variations 1966
- 131 Friedrich Hirzebruch: Topological Methods in Algebraic Geometry 1966
- 132 Tosio Kato: Perturbation Theory of Linear Operators, 1966
- 133 Otto Haupt, Hermann Künneth: Geometrische Ordnungen, 1967
- 134 Bertram Huppert: Endliche Gruppen I, 1967
- 135 Handbook of Automatic Computation Ia: Heinz Rutishauser: Description of Algol 60 (Herausgeber Friedrich Ludwig Bauer, Rutishauser, Alston Scott Householder, F. W. J. Olver, Klaus Samelson, Eduard Stiefel)
- 136 Werner Greub: Multilinear Algebra 1967
- 137 Handbook of Automatic Computation I b: Albert A. Grau, Ursula Hill-Samelson, Hans Langmaack: Translation of Algol 60
- 138 Wolfgang Hahn: Stability of Motion, 1967
- 139 Gustav Doetsch, Friedrich Wilhelm Schäfke, Horst Tietz: Mathematische Hilfsmittel des Ingenieurs I (Funktionaltransformation, Funktionentheorie, Spezielle Funktionen, Ed. da Série Robert Sauer, István Szabó), 1967
- 140 Lothar Collatz, Rüdiger Nicolovius, Willi Törnig: Mathematische Hilfsmittel des Ingenieurs II (Törnig: Anfangswertprobleme bei gewöhnlichen und partiellen Differentialgleichungen, Collatz/Nicolovius: Rand- und Eigenwertprobleme bei gewöhnlichen und partiellen Differentialgleichungen und Integralgleichungen), 1969
- 141 Mathematische Hilfsmittel des Ingenieurs III (Friedrich L. Bauer, Josef Stoer: Algebra, Robert Sauer: Geometrie und Tensorkalkül, Tatomir Angelitch: Tensorkalkül nebst Anwendungen, Roland Bulirsch, Heinz Rutishauser: Interpolation und genäherte Quadratur, Georg Aumann, Approximation von Funktionen, Roland Burlisch/Josef Stoer: Darstellung von Funktionen in Rechenautomaten, Hans Künzi: Lineare und nichtlineare Optimierung, Klaus Samelson: Rechenanlagen) 1968
- 142 Mathematische Hilfsmittel des Ingenieurs IV (Wolfgang Hahn: Bewegungsstabilität bei Systemen mit endlich vielen Freiheitsgraden, Dietrich Morgenstern, Volker Mammitzsch: Wahrscheinlichkeitsrechnung und mathematische Statistik, Wolfgang Zander, Sätze und Formeln der Mechanik und Elektrotechnik - Mechanik, Klaus Pöschl Elektrotechnik), 1970
- 143 Issai Schur: Vorlesungen über Invariantentheorie, 1968
- 144 André Weil: Basic Number Theory 1967
- 145 Paul Leo Butzer, Hubert Berens: Semi-Groups of Operators and Approximation 1967
- 146 François Treves: Locally convex spaces and linear partial differential equations, 1967
- 147 Klaus Lamotke: Semisimpliziale algebraische Topologie, 1968
- 148 K. Chandrasekharan: Introduction to analytic number theory, 1968
- 149 Leo Sario, Kōtarō Oikawa: Capacity Functions, 1969
- 150 Marius Iosifescu, Radu Theodorescu: Random Processes and Learning, 1969
- 151 Petr Mandl: Analytical treatment of one-dimensional Markov processes, 1968
- 152 Edwin Hewitt, Kenneth Ross: Abstract Harmonic Analysis II: Structure and analysis for compact groups, analysis on locally compact Abelian groups, 1970
- 153 Herbert Federer: Geometric Measure Theory, 1969
- 154 Ivan Singer: Bases in Banach Spaces I. 1970
- 155 Claus Müller: Foundations of the Mathematical Theory of Electromagnetic Waves, 1969
- 156 Bartel Leendert van der Waerden: Mathematical Statistics, 1969
- 157 Yuri Prokhorov, Yuri Rozanov: Probability Theory, 1969
- 158 Corneliu Constantinescu, Aurel Cornea: Potential Theory on Harmonic Spaces, 1972
- 159 Gottfried Köthe: Topological Vector Spaces I, 1969
- 160 Matest Agrest, Michail Sacharowitsch Maximow: Theory of Imcomplete Cylindrical Functions and Their Applications, 1971
- 161 Nam Bhatia, Giorgio Szegö: Stability Theory of Dynamical Systems, 1970
- 162 Rolf Nevanlinna: Analytic Functions, 1970
- 163 Josef Stoer, Christoph Witzgall: Convexity and Optimization in Finite Dimensions I, 1970
- 164 Leo Sario, Mitsuru Nakai: Classification Theory of Riemann Surfaces, 1970
- 165 Dragoslav Mitrinović, Petar Vasić: Analytic Inequalities, 1970
- 166 Alexander Grothendieck, Jean Dieudonné: Élements d'Géometrie Algébrique I: Le langage des schémas, 1971
- 167 K. Chandrasekharan: Arithmetical Functions, 1970
- 168 Victor Pavlovich Palamodov: Linear Differential Operators with Constant Coefficients, 1970
- 169 Hans Rademacher: Topics in analytic number theory, 1973
- 170 Jacques-Louis Lions: Optimal Control of Systems Governed by Partial Differential Equations, 1971
- 171 Ivan Singer: Best Approximation in Normed Linear Spaces by Elements of Linear Subspaces, 1970
- 172 Peter Bühlmann: Mathematical Methods in Risk Theory, 1970
- 173 Fumitomo Maeda, Shuichiro Maeda: Theory of Symmetric Lattices, 1970
- 174 Eduard Stiefel, Gerhard Scheifele: Linear and Regular Celestial Mechanics, 1971
- 175 Ronald Larsen: An Introduction to the Theory of Multipliers, 1971
- 176 Hans Grauert, Reinhold Remmert: Analytische Stellenalgebren, 1971
- 177/178 Siegfried Flügge: Practical Quantum Mechanics I, II, 1971
- 179 Jean Giraud: Cohomologie non-abélienne 1971
- 180 Naum Landkof: Foundations of Modern Potential Theory, 1972
- 181/182/183 Jacques-Louis Lions, Enrico Magenes: Non-Homogeneous Boundary-Value-Problems and Applications I, II, III, 1972, 1973
- 184 Murray Rosenblatt: Markov Processes. Structure and Asymptotic Behavior, 1971
- 185 Wojciech Rubinowicz: Sommerfeldsche Polynommethode, 1972
- 186 James H. Wilkinson, Christian Reinsch: Handbook of Automatic Computation III: Linear Algebra, 1971
- 187 Carl Ludwig Siegel, Jürgen Moser: Lectures on Celestial Mechanics, 1971
- 188/189 Garth Warner: Harmonic Analysis on Semi-Simple Lie Groups I, II, 1972
- 190/191 Carl Faith: Algebra: Rings, Modules and Categories I, II, 1973
- 192 Anatoly Maltsev: Algebraic Systems 1973
- 193 George Pólya, Gábor Szegő: Problems and Theorems in Analysis I, 1972
- 194 Jun-Ichi Igusa: Theta Functions, 1972
- 195 Sterling Berberian: Baer *-Rings, 1972
- 196 Krishna B. Athreya, Peter E. Ney: Branching Processes, 1972
- 197 Walter Benz: Vorlesung über Geometrie der Algebren: Geometrien von Möbius, Laguerre-Lie, Minkowski in einheitlicher und grundlagengeometrischer Behandlung, 1973
- 198 Steven Gaal: Linear analysis and representation theory, 1973
- 199 Johannes Nitsche: Vorlesungen über Minimalflächen, 1975
- 200 Albrecht Dold: Lectures on Algebraic Topology, 1972
- 201 Anatole Beck: Continuous flows in the plane, 1974
- 202 Leopold Schmetterer: Introduction to mathematical statistics, 1974
- 203 Bruno Schoeneberg: Elliptic modular functions : an introduction, 1974
- 204 Vasile Mihai Popov: Hyperstability of Control Systems, 1973
- 205 Sergey Nikolsky: Approximation of functions of several variables and imbedding theorems, 1975
- 206 Michel André: Homologie des algèbres commutatives, 1974
- 207 William F. Donoghue: Monotone matrix functions and analytic continuation, 1974
- 208 Howard Elton Lacey: The isometric theory of classical Banach spaces, 1974
- 209 Gerhard Ringel: Map Color Theorem, 1974
- 210 Anatoliy Skorokhod, Josif Gikhman: The Theory of Stochastic Processes I, 1974
- 211 William Wistar Comfort, Stylianos Negrepontis: The Theory of Ultrafilters, 1974
- 212 Robert M. Switzer: Algebraic topology, homotopy and homology, 1975
- 213 Igor Shafarevich: Basic Algebraic Geometry, 1974
- 214 Bartel Leendert van der Waerden: Group Theory and Quantum Mechanics, 1974
- 215 Helmut Schaefer: Banach lattices and positive operators, 1974
- 216 George Pólya, Gábor Szegő: Problems and Theorems in Analysis II, 1976
- 217 Bo Stenström: Rings of quotients : an introduction to methods of ring theory, 1975
- 218 Anatoliy Skorokhod, Josif Gikhman: The Theory of Stochastic Processes II, 1975
- 219 Georges Duvaut, Jacques-Louis Lions: Inequalities in mechanics and physics, 1976
- 220 Alexandre Kirillov: Elements of the theory of representations, 1976
- 221 David Mumford: Algebraic Geometry 1: Complex Projective Varieties, 1976
- 222 Serge Lang: Introduction to Modular Forms, 1976
- 223 Jöran Bergh, Jörgen Löfström: Interpolation spaces : an introduction, 1976
- 224 David Gilbarg, Neil Trudinger: Elliptic partial differential equations of second order, 1977
- 225 Kurt Schütte: Proof Theory, 1977
- 226 Max Karoubi: K-Theory. An Introduction, 1978
- 227 Hans Grauert, Reinhold Remmert: Theorie der Steinschen Räume, 1977
- 228 Irving Segal, Ray Kunze: Integrals and Operators, 1978
- 229 Helmut Hasse: Number Theory 1980
- 230 Wilhelm Klingenberg: Lectures on closed geodesics, 1978
- 231 Serge Lang: Elliptic Curves, Diophantine Analysis, 1978
- 232 Anatoliy Skorokhod, Josif Gikhman: The Theory of Stochastic Processes III, 1979
- 233 Daniel Stroock, S. R. Srinivasa Varadhan: Multidimensional Diffusion Processes, 1979
- 234 Martin Aigner: Combinatorial Theory, 1979
- 235 Eugene Dynkin, Alexander Yushkevich: Controlled Markov Processes, 1979
- 236 Hans Grauert, Reinhold Remmert: Theory of Stein Spaces, 1979
- 237 Gottfried Köthe: Topological Vector Spaces II, 1979
- 238 Colin Cloete Graham, Oscar Carruth McGehee: Essays in commutative harmonic analysis, 1979
- 239/240 Peter D. T. A. Elliott: Probabilistic Number Theory, Teil 1 (Mean Value Theorems), 1979, Teil 2 (Central Limit Theorems), 1980
- 241 Walter Rudin: Function theory in the unit ball {\displaystyle \mathbb {C} ^{n}} 1980
- 242/243 Bertram Huppert, Norman Blackburn: Finite Groups II, III, 1982
- 244 Daniel Kubert, Serge Lang: Modular Units, 1981
- 245 Isaac Kornfeld, Sergei Fomin, Yakov Sinai: Ergodic Theory, 1982
- 246 Mark Naimark, Alexander Isaakowitsch Stern: Theory of Group Representations, 1982
- 247/248 Michio Suzuki: Group Theory, Band 1,2, 1982
- 249 Kai Lai Chung: Lectures from Markov processes to Brownian motion, 1982
- 250 Vladimir Arnold: Geometrical methods in the theory of ordinary differential equations, 1983
- 251 Shui-Nee Chow, Jack Kenneth Hale: Methods of Bifurcation Theory, 1982
- 252 Thierry Aubin: Nonlinear analysis on manifolds, Monge-Ampère equations, 1982
- 253 Bernard Dwork: Lectures on p-adic differential equations, 1982
- 254 Eberhard Freitag: Siegelsche Modulfunktionen, 1983
- 255 Serge Lang: Complex Multiplication, 1983
- 256 Lars Hörmander: The analysis of linear partial differential operators, Teil 1: Distribution theory and Fourier analysis, 1983
- 257 Lars Hörmander: The analysis of linear partial differential operators, Teil 2: Differential operators with constant coefficients, 1983
- 258 Joel Smoller: Shock Waves and reaction-diffusion Equations, 1982
- 259 Peter Duren: Univalent Functions, 1983
- 260 Mark Freidlin, Alexander Wentzell: Random perturbations of dynamical systems, 1984
- 261 Siegfried Bosch, Ulrich Güntzer, Reinhold Remmert: Non-Archimedean analysis : a systematic approach to rigid analytic geometry, 1984
- 262 Joseph Leo Doob: Classical potential theory and its probabilistic counterpart, 1984
- 263 Mark Krasnosel'skii, Petr Petrowitsch Zabrejko: Geometrical Methods of Nonlinear Analysis, 1984
- 264 Jean-Pierre Aubin, Arrigo Cellina: Differential inclusions : set-valued maps and viability theory, 1984
- 265 Hans Grauert, Reinhold Remmert: Coherent Analytic Sheaves, 1984
- 266 Georges de Rham: Differentiable manifolds : forms, currents, harmonic forms, 1984
- 267 Enrico Arbarello, Maurizio Cornalba, Phillip Griffiths, Joe Harris: The Geometry of Algebraic Curves, Band 1, 1985
- 268 Enrico Arbarello, Maurizio Cornalba, Phillip Griffiths (mit Beitrag von Joe Harris): Geometry of Algebraic Curves, Band 2, 2011
- 269 Pierre Schapira: Microdifferential systems in the complex domain, 1985
- 270 Winfried Scharlau: Quadratic and Hermitian Forms, 1985
- 271 Richard S. Ellis: Entropy, large deviations, and statistical mechanics, 1985
- 272 Peter D. T. A. Elliott: Arithmetic functions and integer products, 1985
- 273 Nikolai Nikolskii: Treatise on the shift operator : spectral function theory, 1985
- 274 Lars Hörmander: The analysis of linear partial differential operators III: Pseudo-Differential Operators, 1985
- 275 Lars Hörmander: The analysis of linear partial differential operators IV: Fourier Integral Operators, 1985
- 276 Thomas M. Liggett: Interacting Particle Systems, 1985
- 277 William Fulton, Serge Lang: Riemann-Roch-Algebra, 1985
- 278 Michael Barr, Charles Frederick Wells: Toposes, triples and theories, 1985
- 279 Errett Bishop, Douglas Bridges: Constructive Analysis 1985
- 280 Jürgen Neukirch: Class Field Theory, 1986
- 281 K. Chandrasekharan: Elliptic Functions, 1985
- 282 Pierre Lelong, Lawrence Gruman: Entire Functions of Several Complex Variables, 1986
- 283 Kunihiko Kodaira: Complex manifolds and deformation of complex structures, 1986
- 284 Robert Finn: Equilibrium Capillary Surfaces, 1986
- 285 Yuri Burago, Victor Zalgaller: Geometric Inequalities, 1988
- 286 Anatoli Andrianov: Quadratic Forms and Hecke Operators, 1986
- 287 Bernard Maskit: Kleinian Groups, 1987
- 288 Jean Jacod, Albert Shiryaev: Limit theorems for stochastic processes, 1987
- 289 Yuri Manin: Gauge theory and complex geometry, 1988
- 290 John Horton Conway, Neil Sloane: Sphere packings, lattices and groups, 1988
- 291 Alexander J. Hahn, Timothy O’Meara: The classical groups and K-theory, 1989
- 292 Masaki Kashiwara, Pierre Schapira: Sheaves on manifolds, 1990
- 293 Daniel Revuz, Marc Yor: Continuous martingales and Brownian motion, 1991
- 294 Max-Albert Knus: Quadratic and hermitian forms over rings, 1991
- 295/296 Ulrich Dierkes, Stefan Hildebrandt, Albrecht Küster, Ortwin Wohlrab: Minimal Surfaces, Teil 1, 2, 1992
- 297 Leonid Pastur, Alexander Figotin: Spectra of random and almost-periodic operators, 1992
- 298 Nicole Berline, Ezra Getzler, Michèle Vergne: Heat kernels and Dirac operators, 1992
- 299 Christian Pommerenke: Boundary behaviour of conformal maps, 1992
- 300 Peter Orlik, Hiroaki Terao: Arrangements of hyperplanes, 1992
- 301 Jean-Louis Loday: Cyclic Homology, 1992
- 302 Herbert Lange, Christina Birkenhake: Complex abelian varieties, 1992
- 303 Ronald DeVore, George G. Lorentz: Constructive Approximation, 1993
- 304 George G. Lorentz, Manfred von Golitschek, Yuly Makovoz: Constructive Approximation: Advanced Problems, 1996
- 305/306 Jean-Baptiste Hiriart-Urruty, Claude Lemaréchal: Convex analysis and minimization algorithms, Teil 1, 2, 1993
- 307 Albert Schwarz: Quantum field theory and topology, 1993
- 308 Albert Schwarz: Topology for Physicists, 1994
- 309 Alejandro Ádem, Richard James Milgram: Cohomology of finite groups, 1994
- 310/311 Mariano Giaquinta, Stefan Hildebrandt: Calculus of variations 1,2, 1996
- 312 Kai Lai Chung, Zhongxin Zhao:From Brownian motion to Schrödinger's equation, 1995
- 313 Paul Malliavin: Stoachastic Analysis, 1997
- 314 David R. Adams, Lars Inge Hedberg: Function spaces and potential theory, 1996
- 315 Peter Bürgisser, Michael Clausen, M. Amin Shokrollahi: Algebraic Complexity Theory 1997
- 316 Edward B. Saff, Vilmos Totik: Logarithmic potentials with external fields, 1997
- 317 Ralph Tyrrell Rockafellar, Roger Wets: Variational Analysis, 1998
- 318 Shoshichi Kobayashi: Hyperbolic complex spaces 1998
- 319 Martin R. Bridson, André Haefliger: Metric spaces of non-positive curvature, 1999
- 320 Claude Kipnis, Claudio Landim: Scaling limits of interacting particle systems, 1999
- 321 Geoffrey Grimmett: Percolation, 1999
- 322 Jürgen Neukirch: Algebraic Number Theory, 1999
- 323 Jürgen Neukirch, Alexander Schmidt, Kay Wingberg: Cohomology of Number Fields, 2000
- 324 Thomas M. Liggett: Stochastic interacting systems : contact, voter and exclusion processes, 1999
- 325 Constantine M. Dafermos: Hyperbolic conservation laws in continuum physics, 2000
- 326 Michel Waldschmidt: Diophantine approximation on linear algebraic groups : transcendence properties of the exponential function in several variables, 2000
- 327 Jacques Martinet: Perfect lattices in Euclidean spaces, 2003
- 328 Marius van der Put, Michael F. Singer: Galois theory of linear differential equations, 2003
- 329 Jacob Korevaar: Tauberian Theory: A Century of Developments, 2004
- 330/331 Boris Mordukhovich: Variational analysis and generalized differentiation, Band 1, 2, 2006
- 332 Masaki Kashiwara, Pierre Schapira: Categories and sheaves, 2006
- 333 Geoffrey Grimmett: The random-cluster model, 2006
- 334 Edoardo Sernesi: Deformations of algebraic schemes, 2006
- 335 Colin Bushnell, Guy Henniart: The local Langlands' conjecture for GL(2), 2006
- 336 Peter M. Gruber: Convex and discrete geometry, 2007
- 337 Wladimir Gilelewitsch Masja, Tatjana Olegowna Schaposchnikowa: Theory of Sobolev Multipliers with application to differential and integral operators, 2009
- 338 Cédric Villani: Optimal transport: old and new, 2009
- 339 Ulrich Dierkes, Stefan Hildebrandt, Friedrich Sauvigny: Minimal Surfaces, Teil 1, 2010 (Neue Bearbeitung der Nr. 295/296 in drei Bänden)
- 340 Ulrich Dierkes, Stefan Hildebrandt, Anthony J. Tromba: Minimal Surfaces, Teil 2, Regularity of minimal surfaces, 2010
- 341 Ulrich Dierkes, Stefan Hildebrandt, Anthony J. Tromba: Minimal Surfaces, Teil 3: Global analysis of minimal surfaces, 2010
- 342 Wladimir Gilelewitsch Masja: Sobolev spaces : with applications to elliptic partial differential equations, 2011
- 343 Hajer Bahouri, Jean-Yves Chemin, Raphaël Danchin: Fourier analysis and nonlinear partial differential equations, 2011
- 344 Peter Schneider: p-Adic Lie groups, 2011
- 345 Tomasz Komorowski, Claudio Landim, Stefano Olla: Fluctuations in Markov processes : time symmetry and martingale approximation, 2012
- 346 Jean-Louis Loday, Bruno Vallette: Algebraic Operads, 2012
- 347 Camille Laurent-Gengoux, Anne Pichereau, Pol Vanhaecke: Poisson Structures, 2013
- 348 Dominique Bakry, Ivan Gentil, Michel Ledoux: Analysis and Geometry of Markov Diffusion Operators, 2014
- 349 Peter Bürgisser, Felipe Cucker: Condition : the geometry of numerical algorithms, 2013
- 350 Junjirō Noguchi, Jörg Winkelmann: Nevanlinna theory in several complex variables and diophantine approximation, 2014
- 351 Anton Bovier, Frank den Hollander: Metastability. A Potential-Theoretic Approach, 2015